# Église Saint-Laurent de Mollon
L'église Saint-Laurent de Mollon est une église catholique située à Mollon dans la commune de Villieu-Loyes-Mollon dans l'Ain en France.